# جيمي سوزان
جيمي سوزان (بالإنجليزية: Jamie Suzanne)‏ هي كاتِبة وكاتبة للأطفال أمريكية، ولدت في 1955.